# Kleine Scheidegg
De Kleine Scheidegg is een bergpas op een hoogte van 2061 meter tussen de Eiger en de Lauberhorn in het Berner Oberland in Zwitserland.
De pas verbindt Grindelwald met Lauterbrunnen. Op de Kleine Scheidegg bevinden zich een aantal hotels en het station Kleine Scheidegg van de tandradbanen van de Wengernalpbahn en de Jungfraubahn.
De Wengernalpbahn gaat van Lauterbrunnen en Wengen via de Kleine Scheidegg naar Grindelwald. De Jungfraubahn gaat via de Eiger en de Mönch omhoog naar het Jungfraujoch.
In de winter is de Kleine Scheidegg samen met de Männlichen het middelpunt van het uitgebreide skigebied rondom Grindelwald en Wengen.

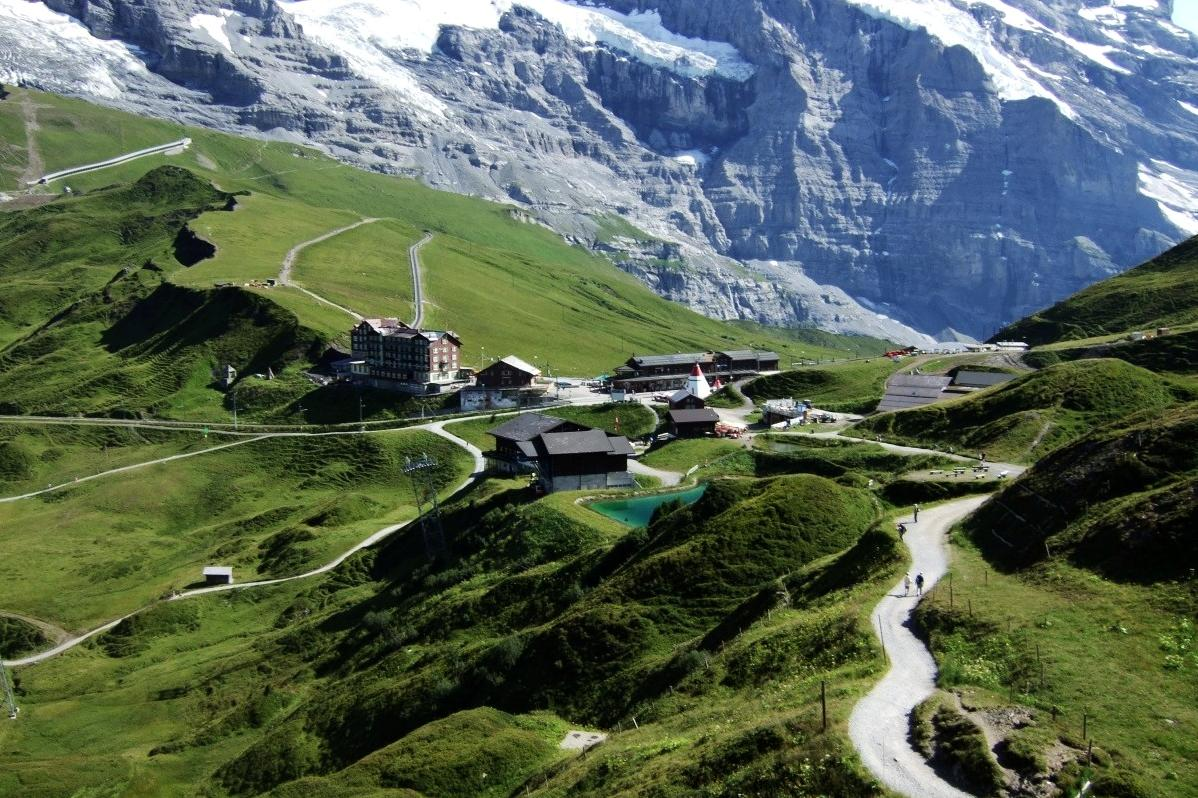
Blik vanuit het noorden
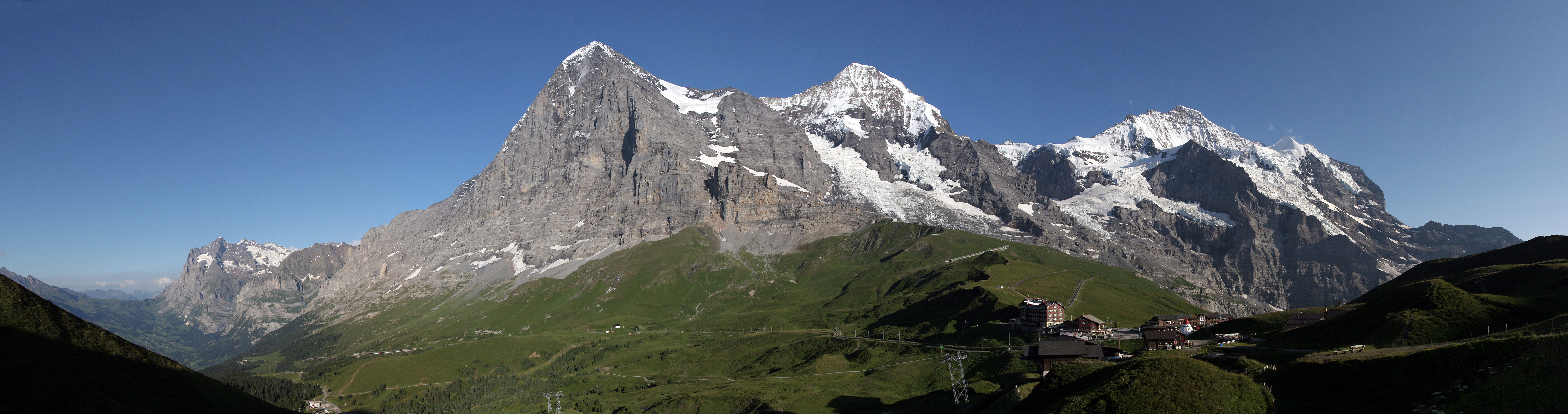
180°-panorama